# Rini Tandon
Rini Tandon (Hindi रिनी टंडन; * 1956 in Raipur, Indien) ist eine indische Künstlerin, die seit 1978 in Österreich lebt.

## Leben und Werk
Rini Tandon studierte von 1973 bis 1976 Bildende Kunst an der University of Delhi. Von 1976 bis 1978 absolvierte sie ein Studium der Kunst bei Nasreen Mohamedi an der Maharaja Sayajirao University of Baroda. 1978 übersiedelte sie nach Wien, wo sie bis 1982 die Universität für angewandte Kunst Wien besuchte, an der sie von 1987 bis 2022 Professorin für Digitale Kunst war. Als Ergebnis ihrer Auseinandersetzung mit der digitalen Moderne entstanden wissenschaftlich anmutende Versuchsanordnungen und Videos.
„Rini Tandons Schaffen umfasst eine Bandbreite von Arbeiten auf Papier, Malerei, Skulptur, Fotografie und Video. Ihre Studien und Recherchen sind mitunter als eine Art Labor, als Feldstudien der phänomenalen Welt zu lesen. Tandons durchdringendes und forschendes Werk ist umfassend, medienübergreifend und ungebrochen experimentell.“
Rini Tandon wurde am 15. Mai 2023 der Preis der Stadt Wien für Bildende Kunst durch Wiens Kulturstadträtin Veronica Kaup-Hasler feierlich verliehen.

## Ausstellungen (Auswahl)
- 1988: 43. Biennale di Venezia, Venedig
- 1989: Wiener Secessionsgebäude, Wien
- 1993: Chemould Gallery, Bombay
- 1998: Visionary Positions, Museu Calouste Gulbenkian, Lissabon
- 2000: Rini Tandon-Untouchable, Neue Galerie Graz, Steirischer Herbst, Graz
- 2003: Kunsthalle Krems, Krems
- 2013: The Content of Form, Generali Foundation, Wien
- 2022: 59. Biennale di Venezia, Venedig